# Daiki Sugioka
Daiki Sugioka (杉岡 大暉, Sugioka Daiki), né le 8 septembre 1998 à Adachi au Japon, est un footballeur international japonais. Il évolue au poste au Machida Zelvia, en prêt du Shonan Bellmare.

## Biographie

### En club
Passé par la Funabashi Municipal High School chez les jeunes, il rejoint le Shonan Bellmare en 2017. Cette même année, le 26 février, il fait ses débuts en J. League 2, contre l'équipe de Mito HollyHock, où son équipe l'emporte sur le score de un but à zéro. Lors de la journée suivante, le 4 mars, il marque son premier but en professionnel lors d'une victoire des siens par trois buts à un face au Thespakusatsu Gunma. Le Shonan Bellmare parvient à remonter en première division à l'issue de l'exercice, et Sugioka découvre ainsi l'élite du football japonais la saison suivante. 
Le 24 février 2018, il joue son premier match en J. League 1, lors de la première journée contre le V-Varen Nagasaki. Il est titulaire ce jour-là, et son équipe l'emporte sur le score de 2-1. Cette année là, son équipe réalise un très bon parcours en Coupe de la ligue, en se hissant jusqu'en finale, qui se joue le 27 octobre 2018 contre les Yokohama F. Marinos. Titulaire, Daiki Sugioka est le héros de ce match puisqu'il inscrit le seul et unique but de la rencontre, permettant à Shonan Bellmare de remporter le trophée. Une semaine avant, il inscrivait son premier but en J.League 1 dans un nul 2-2 contre Hokkaido Consadole Sapporo.
Le 3 janvier 2020, Daiki Sugioka s'engage en faveur de Kashima Antlers.
Le 10 août 2021, Daiki Sugioka est prêté jusqu'à la fin de l'année à son ancien club, le Shonan Bellmare. Il joue son premier match depuis son retour cinq jours plus tard contre le Nagoya Grampus. Il est titularisé et son équipe s'incline (1-0).
En janvier 2023, Sugioka rejoint définitivement le Shonan Bellmare. Le transfert est annoncé dès le 30 novembre 2022.
Le 16 juillet 2024, Daiki Sugioka rejoint le Machida Zelvia sous la forme d'un prêt jusqu'à la fin de la saison.

### En équipe nationale
Avec les moins de 20 ans, il participe à la Coupe du monde des moins de 20 ans en 2017. Lors de cette compétition organisée en Corée du Sud, il joue deux matchs, contre l'Italie et le Venezuela. Le Japon atteint les huitièmes de finale de ce mondial. Il fait en tout trois apparitions avec cette sélection.
L'année suivante, il joue trois matchs amicaux avec les moins de 21 ans. En août 2018, il participe aux Jeux asiatiques de 2018 avec les moins de 23 ans, il joue six matchs entiers et l'équipe s'impose en finale contre la Corée du Sud.
Il est retenu par le sélectionneur de l'équipe nationale du Japon, Hajime Moriyasu, pour participer à la Copa América 2019. Il honore sa première sélection lors du premier match, le 18 juin 2019 face au Chili. Il est titulaire lors de ce match qui se solde par la défaite des siens (0-4).

## Palmarès
Shonan Bellmare
- Champion de J-League 2 en 2017
- Vainqueur de la Coupe de la Ligue en 2018